# Imoh Ezekiel
Imoh Ezekiel (nascut el 24 d'octubre de 1993) és un futbolista professional nigerià que juga com a davanter. Va fer una aparició amb la selecció de Nigèria el 2014.

## Carrera de club
Ezekiel es va incorporar a l'Standard de Lieja el gener de 2012, debutant el 19 de febrer de 2012, entrant com a substitut al minut 85 en una derrota per 4-2 davant el Zulte Waregem. El 2 de juliol de 2013, se li va adjudicar un contracte millorat que el mantindrà al club fins al 2017. El 31 de juliol de 2014, Ezekiel va ser transferit al club Al-Arabi de la Qatar Stars League per uns 8 milions d'euros. L'11 d'agost de 2018, Ezekiel es va incorporar al Kortrijk de la Primera Divisió A belga amb un contracte de tres anys.
El març de 2024, Ezekiel va fitxar pel club de la Lliga I UTA Arad.

## Carrera internacional
Ezekiel va rebre la seva primera convocatòria a la selecció de Nigèria el febrer de 2014. Ezekiel va guanyar el seu primer partit sènior el 6 de març, en un empat 0-0 amb Mèxic en un partit amistós després d'entrar com a substitut a la segona part de Victor Moses.
Va ser seleccionat per Nigèria per a la seva plantilla provisional de 35 homes per als Jocs Olímpics d'estiu de 2016.

## Palmarès
Konyaspor
- Supercopa de Turquia: 2017

Al Jazira
- Lliga professional dels Emirats Àrabs Units: 2020–21

Lalitpur City
- Nepal Super League : 2023

Equip Olímpic de Nigèria
- Medalla de bronze als Jocs Olímpics d'estiu: 2016

Individual
- Màxim golejador de la Super League del Nepal : 2023